# Марьевка (Сумский район)
Ма́рьевка (укр. Мар'ївка) — село,
Севериновский сельский совет,
Сумский район,
Сумская область,
Украина.
Код КОАТУУ — 5924786906. Население по переписи 2001 года составляло 240 человек.

## Географическое положение
Село Марьевка находится на расстоянии в 1 км от сёл Севериновка и Соколиное.
По селу протекает пересыхающий ручей с запрудой.
Рядом проходит автомобильная дорога Р-44.

## Известные люди
- Иванов Пётр Платонович — Герой Советского Союза, родился в селе Марьевка.